# Moacșa (gmina)
Moacșa – gmina w Rumunii, w okręgu Covasna. Obejmuje miejscowości Moacșa i Pădureni. W 2011 roku liczyła 1201 mieszkańców.